# دون جيمس
دون جيمس (بالإنجليزية: Don James)‏ هو لاعب كرة قدم أمريكية أمريكي، ولد في 31 ديسمبر 1932 في ماسيلون في الولايات المتحدة، وتوفي في 20 أكتوبر 2013 في كيركلاند في الولايات المتحدة بسبب سرطان البنكرياس.

## وصلات خارجية
- دون جيمس على موقع إن إن دي بي (الإنجليزية)